# إسماعيل يونس
إسماعيل يونس (بالإنجليزية: Ismail Yunos) هو لاعب كرة قدم سنغافوري في مركز قلب الدفاع، ولد في 24 أكتوبر 1986 في سنغافورة. شارك مع منتخب سنغافورة لكرة القدم. أما مع النوادي، فقد لعب مع نادي غومباك يونايتد ونادي ليون سيتي سيلورز لكرة القدم ويانج لايونز.

## وصلات خارجية
- إسماعيل يونس على موقع قاعدة بيانات كرة القدم.إي يو (الإنجليزية)
- إسماعيل يونس على موقع ناشيونال فوتبول تيمز (الإنجليزية)
- إسماعيل يونس على موقع Soccerway.com (الإنجليزية)